# Irvine (California)
Irvine, fundada en 1971, es una ciudad del condado de Orange en el estado estadounidense de California. En 2020 tenía una población de 307,670 habitantes y una densidad poblacional de 1,810.46 personas por km².
Irvine es la única localidad del condado que alberga una sede de la Universidad de California (UC Irvine), a la que debe gran parte de su actividad y dinamismo. Sus habitantes son de procedencia diversa, abundando las minorías de origen asiático, mexicano e indio. Irvine disfruta de uno de los índices de criminalidad más bajos de los Estados Unidos.

## Geografía
Según la Oficina del Censo, la ciudad tiene un área total de 180,5 km² (69,7 mi²), de la cual 179,7 km² (69,4 mi²) es tierra y 0,8 km² (0,3 mi²) es agua.

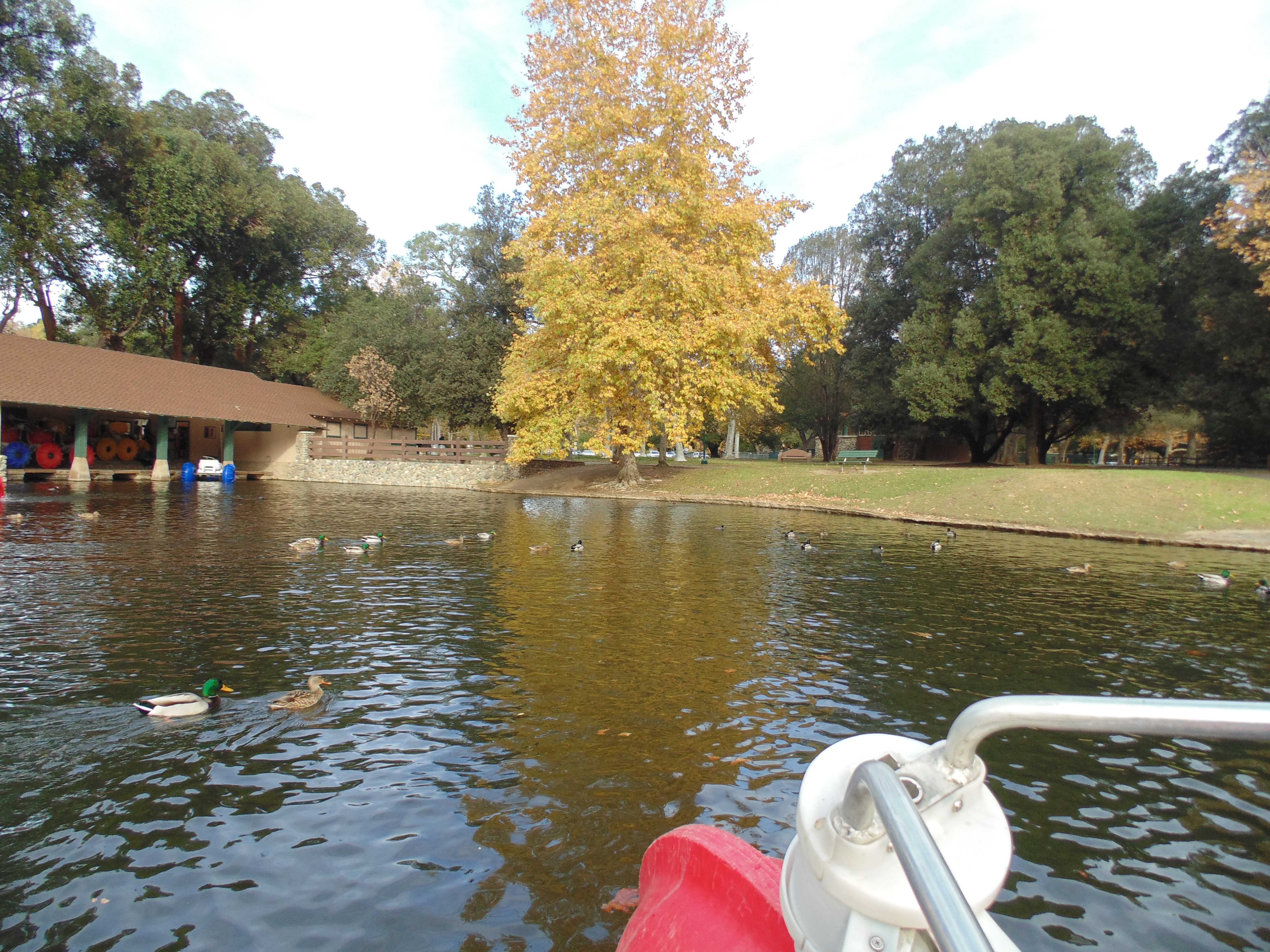
Irvine Regional Park.

## Educación
El Distrito Escolar Unificado de Irvine gestiona escuelas públicas. Irvine es sede de la Universidad de California en Irvine, la cual es la segunda sede más nueva tan solo detrás la Universidad de California en Merced. Otras instituciones de educación superior incluyen la Universidad de Concordia, Irvine Valley College, y un campus de extensión de la Universidad Estatal de California en Fullerton. La Universidad de Chapman y la Universidad de Soka se encuentran en ciudades adyacentes.

## Economía
Esta ciudad depende de las industrias. En Irvine se hallan las sedes centrales de Gateway Inc. y se encuentra la planta empacadora de Sopa instantánea Maruchan Inc.

## Ciudades hermanadas
| - Tsukuba, Japón - Taoyuan, Taiwán - Hermosillo, Sonora, México. |